# ایزمارا
ایزمارا (به لاتین: Izmara) یک منطقه مسکونی در جمهوری آذربایجان است که در شهرستان شابران واقع شده است.